# Cynometra pervilleana
Cynometra pervilleana är en ärtväxtart som beskrevs av Henri Ernest Baillon. Cynometra pervilleana ingår i släktet Cynometra, och familjen ärtväxter. Inga underarter finns listade i Catalogue of Life.